# Karl Mack von Leiberich

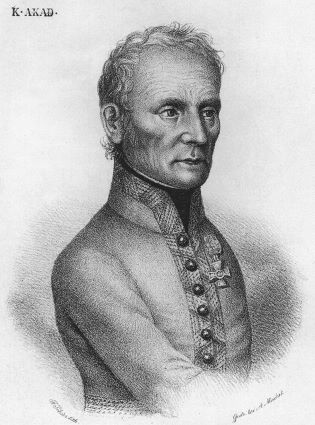
Mack von Lieberich.

Karl Mack Freiherr von Leiberich (Nennslingen, Principado de Ansbach, 25 de agosto de 1752 - Sankt Pölten, Imperio austríaco, 22 de diciembre de 1828) fue un militar austriaco y caballero de la Orden Militar de María Teresa.

## Inicios de su carrera militar
Nacido en Nennslingen como Karl Mack, se alistó en un regimiento de caballería austriaco en 1770 en el que su tío materno Georg Simon Leiberich era comandante de escuadrón, y siete años más tarde ascendió a oficial. Durante la breve guerra de sucesión de Baviera fue seleccionado para el personal de servicio del conde Kinsky, bajo cuyo mando y, por consiguiente, bajo el mando del comandante en jefe, mariscal Franz Moritz von Lacy, realizó un excelente trabajo que le proporcionó el ascenso a teniente en 1778 y a capitán en 1783. El conde Lacy, por entonces el más importante militar del ejército austriaco, tenía la mejor opinión de su joven asistente. En 1785, Mack se casó con Katherine Gabriel y obtuvo la dignidad nobiliaria de barón o Freiherr von Leiberich.

## Guerra austroturca (1787-1791)
En la guerra contra los turcos tuvo un puesto en el cuartel general, convirtiéndose en 1788 en mayor y edecán del emperador. En 1789 ascendió a teniente coronel y se distinguió en la ofensiva de Belgrado. Poco después, los desencuentros con Ernst Gideon Freiherr von Laudon, por entonces comandante en jefe, le llevaron ante un tribunal militar. Mack tuvo que abandonar el frente pero fue nombrado coronel (1789) y condecorado con la Orden Militar de María Teresa. En 1790 Loudon y Mack, ya reconciliados, fueron juntos de nuevo a la guerra. Durante estas campañas Mack recibió una grave herida en la cabeza de la que nunca se recuperó por completo. En 1793 fue nombrado jefe del Estado Mayor del Príncipe Josias de Sajonia-Coburgo y comandante en los Países Bajos, aumentando su reputación en la subsiguiente campaña. El joven Archiduque Carlos, quien ganó sus primeros laureles en la acción del 1 de marzo de 1793, escribió tras la batalla: «Sobre todo debemos agradecer al coronel Mack estos éxitos.»

## Guerras revolucionarias francesas
Mack volvió a distinguirse en la batalla de Neerwinden y desempeñó un papel importante en las negociaciones entre Coburgo y Dumoriez. Continuó su servicio como intendente general y fue hecho jefe titular (Inhaber) de un regimiento. Resultó herido en Famars, pero en 1794 se hallaba de nuevo en activo habiendo sido ascendido a mayor general. Sin embargo, el fracaso de los Aliados, a pesar de que se debió a factores políticos y militares sobre los que Mack no tenía control, se atribuyó a su persona, de forma similar a como anteriormente se le habían asignado, inapropiadamente también, los éxitos de marzo y abril de 1793. A pesar de haber caído en desgracia en los círculos militares, no perdió el favor del emperador Francisco II, quien en 1797 lo ascendió a teniente mariscal de campo, y al año siguiente le asignó el puesto de comandante del ejército de Nápoles. No obstante, nada pudo hacer en su nuevo mando contra los ejércitos revolucionarios franceses debido a la desfavorable situación de medios materiales y humanos en la que se encontraba. Llegó incluso a hallarse en peligro de ser asesinado por sus propios hombres, por lo que solicitó refugio en el campo francés. Inicialmente, se le prometió que podría regresar libre a su país, pero Napoleón ordenó que fuera llevado a Francia como prisionero de guerra.

## Guerra de la Tercera Coalición
Dos años más tarde se escapó de París disfrazado. La acusación de que había roto su palabra era falsa. Durante algunos años permaneció sin empleo, pero en 1804, cuando los partidarios de la guerra en la corte austriaca necesitaban un general que se opusiera a la política pacifista del Archiduque Carlos, Mack fue nombrado intendente general del ejército, con instrucciones de prepararse para la guerra contra Francia. Hizo todo lo posible en el tiempo disponible para reformar el ejército, y al estallar el conflicto en 1805, era intendente general del comandante en jefe en Alemania, el Archiduque Fernando. En realidad era el verdadero responsable del comando del ejército que se oponía a Napoleón en Baviera, pero su posición fue subestimada y su autoridad minada por el poco respeto del resto de los generales.
Por los sucesos de la campaña de Ulm y estimando la responsabilidad de Mack en el desastre de Austerlitz, fue juzgado en consejo de guerra, sentenciado a la degradación, pérdida de su grado, su regimiento, de la Orden de María Teresa y a ser encarcelado por dos años. Fue liberado en 1808, y en 1819, cuando la definitiva victoria de los Aliados obligaba a replantear la memoria de anteriores desastres, fue rehabilitado a petición del Príncipe de Schwarzenberg en su rango de teniente de mariscal de campo y como miembro de la Orden de María Teresa.